# 汪麟昌
汪麟昌（？—？），江蘇蘇州府長洲縣人，清朝政治人物。汪文棟之子。

## 生平
光緒二年（1876年）中式丙子恩科會試第二百二十二名，三甲第一百五十七名進士。任安徽太平府知府。民國十六年（1927年）任臨平公社第一屆正社長。有子汪肇甲娶顧廷龍長姑母。